# Praslin (Quarter)
Praslin ist ein Quarter im Osten des kleinen Inselstaates St. Lucia. Hauptort des Quarter ist die Gemeinde Praslin.

## Orte
- Mon Repos
- Praslin